# Knuckles’ Chaotix
Knuckles’ Chaotix, in Japan als Chaotix bekannt, ist ein 2D-Jump-’n’-Run-Computerspiel, das von Sega entwickelt und erstmals in Nordamerika am 4. März 1995 für das Sega 32X veröffentlicht wurde.
In diesem Spin-Off, welches das einzige Spiel der Sonic-Spieleserie für das Sega 32X darstellt, übernimmt Knuckles the Echidna die Hauptrolle. Begleitet wird er dabei von Mighty the Armadillo, welcher erstmals 1993 im Arcade-Spielhallenautomat SegaSonic the Hedgehog (1993) auftrat, sowie von den neuen Charakteren Vector the Crocodile, Espio the Chameleon und Charmy Bee, die in späteren Spielen als „Team Chaotix“ bezeichnet werden und den einmalig auftauchenden Robotern Heavy und Bomb.

## Handlung
Laut der japanischen Spieleanleitung entdeckt Dr. Eggman nach den Ereignissen von Sonic & Knuckles (1994) die mysteriöse Insel Rose und Überreste einer antiken, hochentwickelten Zivilisation. Ein magischer Ring wurde mit der Energie der Säulen des Master Emerald gespeist und teilte sich in sechs sogenannte Chaos Rings auf. In der Hoffnung, seinen Rivalen Sonic mit dieser Macht endlich ausschalten zu können, baut Dr. Eggman seine neue Basis namens Newtrogic High Zone auf der Insel Rose und sucht nach den Chaos Rings. Dabei sperrt er die Tiere der Insel ein, darunter auch Mighty the Armadillo, Vector the Crocodile und Charmy Bee, die zwar besonders viel Widerstand leisteten, aber mithilfe von Metal Sonic in „Combi Catcher“ gefangen genommen werden konnten. Knuckles bemerkt, dass die Energie des Master Emerald beeinflusst wurde und findet den Grund dafür auf der Insel Rose. Dort findet er Dr. Eggman vor, der gerade Espio the Chameleon gefangen nehmen wollte und nur knapp mit Knuckles' Hilfe von Metal Sonic entkommen kann, der nun von Espio begleitet wird.
Laut der amerikanischen und europäischen Spieleanleitung spielt die Handlung auf Carnival Island, einem Urlaubsparadies mit den modernsten Attraktionen. Einen Tag vor der feierlichen Eröffnung ist es die Aufgabe von Knuckles, auf Carnival Island nach dem Rechten zu sehen. Die Energieversorgung erfolgt durch die Macht des sogenannten „Power Emerald“, dessen Elektrizität sich Dr. Robotnik zunutze machen möchte. Die auf Carnival Island lebenden Mighty the Armadillo, Charmy Bee und Vector the Crocodile haben bereits versucht, Dr. Robotnik an seinem Vorhaben zu hindern, wurden aber mithilfe von Metal Sonic in „Combi Catcher“ gefangen genommen.
Im Laufe des Abenteuers können Knuckles und Espio auch Mighty, Charmy, Vector sowie die abtrünnigen Roboter Heavy und Bomb aus den „Combi Catchern“ befreien und mit einem Sieg über Metal Sonic die Pläne des bösen Doktors vereiteln, um so wieder Frieden auf die Insel zu bringen. Während des Abspanns tauchen zudem Sonic und Tails auf dem Flugzeug Tornado auf.

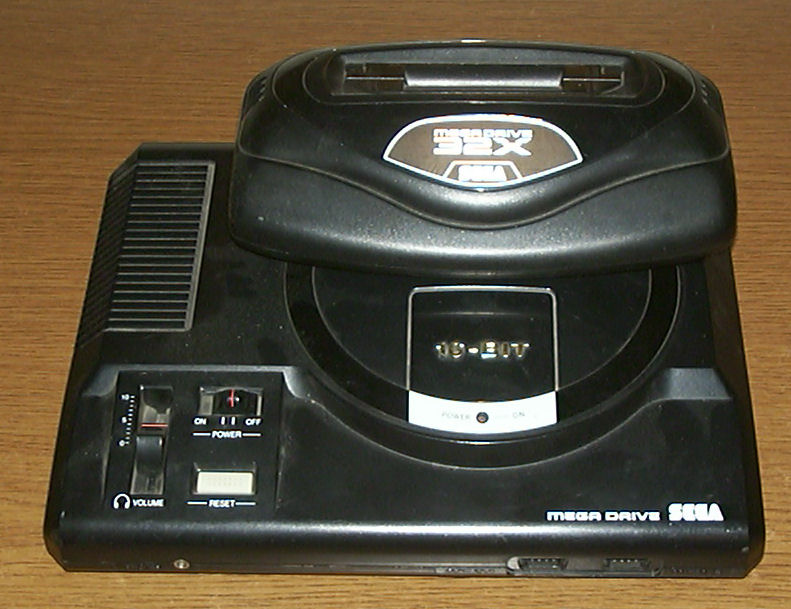
Ein Sega 32X in einem Sega Mega Drive

## Gameplay
In Knuckles’ Chaotix übernimmt der Spieler die Kontrolle über die Charaktere Knuckles the Echidna, Mighty the Armadillo, Vector the Crocodile, Espio the Chameleon, Charmy Bee, Heavy und Bomb in einem sidescrollenden 2D-Jump-'n'-Run. In springender oder rollender Form, Spin Attack genannt, können die Spielfiguren Gegner besiegen oder Itemboxen in Form von Monitoren, auf dessen Bildschirm das jeweilige enthaltene Item angezeigt wird, öffnen. Bei Berührung können die goldenen Ringe eingesammelt werden; Nimmt die Spielfigur Schaden, verliert sie die Ringe. Nimmt die Spielfigur Schaden, ohne Ringe zu besitzen, fällt in einen tödlichen Abgrund, wird zerquetscht oder ertrinkt, verliert sie ein Extraleben, von denen man zu Spielbeginn drei besitzt. Auch in den Monitoren kann ein Extraleben, zehn Ringe, ein Schutzschild, vorübergehende erhöhte Geschwindigkeit, vorübergehende Unverwundbarkeit, ein Combine-Ring, Wachstum oder Schrumpfen der Spielfigur, Charaktertausch oder Charakterwechsel enthalten sein. Checkpoints in Form von Laternen markieren bei einem Lebensverlust den Rücksetzpunkt. Auch werden bei allen Aktionen Punkte gesammelt, die wiederum „Continues“ geben können, sodass das Spiel trotz Verlust sämtlicher Extraleben fortgesetzt werden kann. Die meisten Gegner können mit der Spin Attack besiegt werden, was Punkte bringt und die gefangenen Tiere befreit.
Die große Besonderheit des Spiels ist, dass immer zwei der insgesamt sieben Spielfiguren, die alle ihre eigenen Fähigkeiten besitzen, über ein magisches Band wie durch ein Gummiband an den Ringen, die sie in den Händen halten, miteinander verbunden sind. Zudem kann man auf Knopfdruck zum jeweils anderen Charakter wechseln. Der Gummibandeffekt kann hinderlich sein, doch durch cleveren Einsatz auch für den eigenen Nutzen verwendet werden. Hat ein Charakter, beispielsweise aufgrund seiner Fähigkeit zu Klettern (Knuckles) oder Fliegen (Charmy) eine höhergelegene Ebene erreicht, kann der jeweils andere Charakter nachgezogen werden. Die Attraktionen und Gimmicks des Spiels sind dabei auf eine stetige Verwendung des Gummibands und korrektes Verwenden der entsprechenden Fähigkeiten ausgelegt.
Das Spiel besteht aus dem Tutorial-Level namens Isolated Island Zone und den fünf regulären Zonen (Botanic Base Zone, Speed Slider Zone, Amazing Arena Zone, Marina Madness Zone und Techno Tower Zone) mit je fünf Acts, die als Level definiert werden können und durch eine Oberwelt namens Newtrogic High Zone miteinander verbunden sind. Jede Zone hat dabei ihre eigene Thematik, Aussehen und Gegner-Vielfalt und die einzelnen Acts stellen deutlich erkennbar die Tageszeiten Morgens, Mittags, Abends und Nachts dar. Im jeweils fünften Act wartet zudem ein Kampf gegen den Widersacher Dr. Eggman und eine seiner tödlichen Maschinen. Findet man im Spiel einen „Giant Golden Ring“, kann man mit 20 oder mehr Ringe zur Bonus Stage für Boni gelangen, während man mit mindestens 50 Ringe in die Special Stages kommt, um sich dort womöglich einen der sechs Chaos Rings zu verdienen. Nur mit allen sechs Chaos Rings erreicht man das gute Spielende, in dem Sonic und Tails zu sehen sind.

### Level
| Nr. | Zone            | Acts | Bosskämpfe   | Gegner                                                |
| --- | --------------- | ---- | ------------ | ----------------------------------------------------- |
| 1   | Isolated Island | 5    | -            | Liftor                                                |
| 2   | Botanic Base    | 5    | Egg Electric | Am-Bush, Burboom, Bushbubble, Catalurcher, Spiketower |
| 3   | Speed Slider    | 5    | Egg Carousel | Dribbler, Gotcha, Hoverby Mk II, Needlenose           |
| 4   | Amazing Arena   | 5    | Egg Punch    | Beatal, Motorspike, Ticktock, Triclod                 |
| 5   | Marina Madness  | 5    | Egg Blades   | Floatsam, Piranha, Poptank, Jawz, Submarina           |
| 6   | Techno Tower    | 5    | Egg Techno   | Blitz, Bombbearer, Gut Buster, Ringleader, Trundull   |

## Entwicklung
Größtenteils Entwickler von Sonic the Hedgehog CD (1993) wurden in die Entwicklung dieses Spiels, die 1994 begann, involviert. Aus diesem Grund kam auch Metal Sonic zu seinem zweiten Auftritt, zudem war ursprünglich ein Cameo-Auftritt von Amy Rose geplant. Im frühesten Prototyp für das Sega Mega Drive hieß das Spiel noch Sonic Crackers und zeigte Sonic und Tails als spielbare Charaktere, die bereits das magische Gummiband als hauptsächliches Gameplay-Element nutzten.
Mit dem Wechsel zu Knuckles als Hauptcharakter trug das Spiel zunächst den Entwicklungsnamen Knuckles’ Ringstar. Während Mighty the Armadillo aus dem Arcade-Spiel SegaSonic the Hedgehog (1993) wiederverwendet wurde, debütierten alle anderen, spielbaren Charaktere, wobei Vector the Crocodile bereits im ersten Sonic the Hedgehog (1991) im Rahmen von einer Sonic-Band für das Spiel geplant war, jedoch vor Veröffentlichung wieder entfernt wurde. Charmy Bee tauchte erstmals als Nebencharakter in einem 1992 veröffentlichten Sonic-Manga auf. Naoto Ōshima, der großen Anteil am ersten Sonic-Spiel hatte, schlug die Charaktere Vector und Charmy für Knuckles’ Chaotix vor.

## Neuveröffentlichungen und Nachfolger
Knuckles’ Chaotix hat weder Nachfolger, noch wurde das Spiel je für ein anderes System veröffentlicht oder war einer Spielesammlung enthalten (wobei dies für die Sonic Gems Collection (2005) zunächst geplant war, aber verworfen wurde). Ein vergleichbares Partner-System ohne Gummiband-Effekt war jedoch in Sonic Advance 3 (2004) integriert.
Während Knuckles the Echidna selbst ein fester Bestandteil der Sonic-Spielereihe blieb, war von den anderen Spielfiguren von Knuckles’ Chaotix nach Espios Auftritt in Sonic the Fighters (1996) zunächst nichts mehr zu sehen. Erst im 2003 erstveröffentlichten Sonic Heroes für Nintendo GameCube, PlayStation 2 und Xbox kehrten Espio the Chameleon, Charmy Bee und Vector the Crocodile als „Team Chaotix“ zurück, hatten dort ihren womöglich einprägsamsten Videospieleauftritt und sind seitdem regelmäßig als Nebencharaktere in Sonic-Spielen enthalten. Mighty the Armadillo, der in Sonic Generations (2011) nur einen Cameo-Auftritt auf einem „Wanted“-Steckbrief hatte, kehrte erst 2018 in Sonic Mania Plus zurück und war einer der fünf spielbaren Charaktere neben Sonic, Tails, Knuckles und Ray the Flying Squirrel (ebenfalls aus Mightys Ursprungsspiel SegaSonic the Hedgehog (1993)).

## Rezeption
Knuckles’ Chaotix erhielt gemischte Wertungen. Die Fachpresse war teils angetan von verbesserter Grafik, andere sahen wiederum kaum technischen Fortschritt im Vergleich zu den Sega-Mega-Drive-Spielen. Der Gummiband-Effekt als Kern des Spiels, das Leveldesign und der geringe Umfang wurden kritisiert.

„Wer hinter Chaotix ein neues Sonic-Game vermutet, liegt leider falsch! Oder Gott sei Dank? Hinter diesem 32X-Werk verbirgt sich nämlich eine neuartige Spielidee, die insbesondere im Zwei-Spieler-Modus den Spielspaß auf Hochtouren bringt. Der abwechslungsreiche, unvorhersehbare Spielablauf sorgt außerdem für langfristige Motivation.“

„So schwer es mir als alter Sonic-Fan über die Lippen kommt: Chaotix-Innovationen hin oder her, übrig bleibt ein weiteres Jump’n’Run-MD-32X-Modul, das den Sonic-Abenteuern einfach zu ähnlich geraten ist. Der Einfall, mit verschiedenen Charakteren im Doppelgespann durch bunte Sonic-Plattform-Levels zu ziehen, mag zwar ganz nett sein, doch global gesehen bleibt alles beim alten. Technisch kann allerdings nicht viel gemeckert werden: Das Scrolling ist Igel-charakteristisch flott, der Sound schräg und witzig, doch leider präsentiert sich die Steuerung mehr als gewöhnungsbedürftig. Trotz des vorbildlichen Einführungskurses, der Euch zu Beginn den richtigen Umgang erklärt, erweist sich dies in der Praxis als recht haklige Angelegenheit. Bleibt abschließend zu sagen: Detaillierte, farbenfrohe Grafik, neckischer Sound, viele Gags und ausreichend Abwechslung dürften Geschicklichkeitsfans jeder Altersstufe ansprechen.“

Auch aus kommerzieller Sicht war das Spiel ein Misserfolg, was hauptsächlich am Misserfolg des 32X mit weltweit nur 665.000 verkauften Einheiten liegt.